# Николай Йорданов (писател)
Вижте пояснителната страница за други личности с името Николай Йорданов.
Николай Йорданов е български сценарист, телевизионен редактор и креативен продуцент, писател и преподавател. Автор на книгите Записки от ада и „Не казвай на мама“.

## Телевизионни продукции

### Сценарист

#### Тв продукции (избрани продукции)
- Руска рулетка (2003)
- Горещо (2005)
- Имаш поща (2005 – 2007)
- Море от любов (2010)
- Великолепната шесторка (2008, 2010)
- Предай нататък (2012 – 2013)
- Телетон на УНИЦЕФ (2015, 2016, 2018)
- Награди на Фондация Димитър Бербатов (2018)
- Един за друг (2020-2024)[2]

#### Филми и сериали
- Mr. Killer документален филм към Еклисиаст (албум), 2002
- Червено (документален филм), 2002
- Седем часа разлика (сериал), съсценарист с Милена Фучеджиева и Любен Дилов (син), 2011

### Главен редактор
- Пълна промяна (2007)
- Ясновидци (2008, 2009)
- Страх (2009)
- България търси талант (2010, 2014, 2016)
- X Factor (2011)
- Денис и приятели (2013)
- Африка: Звездите сигурно са полудели (2013)
- Черешката на тортата (2014)
- Специална пратка (2014)
- Шеф под прикритие (2014)
- Гласът на България (2017)
- Игрите на звездите (2019)

### Преподавател
От 2019 година Николай Йорданов е асистент по драматургия и преподавател по „Риалити тв програми“ в НАТФИЗ „Кръстьо Сарафов“.

## Книги

### Записки от ада
През 2009 година излиза биографичната книга на Валя Червеняшка, написана с Николай Йорданов, публикувана от Хермес (издателство). Двамата се срещат по време на снимките на предаването „Ясновидци“. Книгата е публикувана на 20 ноември, и представена официално на 3 декември 2009 година от бившия външен министър на България – Соломон Паси. През 2010 книгата е публикувана в Република Южна Африка под заглавието „Notes from Hell: A Bulgarian Nurse in Libya“. През 2014 година биографията е издадена в електронен вариант от NY Creative and Publishing на български и английски език, а през 2017 година – на френски под заглавие „Notes De L'Enfer“. През 2018-a англоезичният вариант е публикуван и като Аудиокнига. Изповедта на Валя Червеняшка е прочетена от британската актриса Nano Nagle.
Книгата получава позитивен отзвук сред критиците в България, ЮАР и САЩ. Bil Howard от „Readers' Favorite“ пише: „Няма да забравите тази книга много дълго време – ако изобщо това някога се случи...“. Според Cape Times: „...тази изповед е изпълнена едновременно със сурова откровеност и емоция“. Вестник „Телеграф“ я определя като „...една от най-точните и разтърсващи изповеди за тези мрачни години“.

### Не казвай на мама
Романът „Не казвай на мама“ е публикуван на 12 март 2020 година. Сюжетът се развива в продължение на над 40 години в повече от 10 държави на четири континента и проследява историите на десет хомосексуални мъже и жени от България, Иран, Ирак, Испания, Уганда, САЩ, Судан и Южна Корея. Издаден е и на английски език под заглавие Don't Tell Mama. Преводът е на писателя фантаст Владимир Полеганов. „Не казвай на мама“ е адаптирана като Аудиокнига с участието на Наталия Симеонова, Ваня Щерева, Тино, Бойко Кръстанов, Явор Караиванов, Прея, Боряна Братоева, Севар Иванов и Теодор Ненов. Романът получава номинация за Хеликон (литературна награда)

### Не казвай на никого
В интервю в края на юни 2022 г. Йорданов споделя, че готви продължение на „Не казвай на мама“, което носи заглавието „Не казвай на никого“ и се очаква да излезе през 2024 г. 